# Demian
Demian: Câu chuyện tuổi trẻ của Emil Sinclair (tiếng Đức: Demían: Die Geschichte von Emil Sinclairs Jugend) hay tựa khác Tuổi trẻ băn khoăn là một cuốn tiểu thuyết (nói về sự phát triển ban đầu của nhân vật) được chắp bút bởi Hermann Hesse. Cuốn sách xuất bản lần đầu tiên vào năm 1919, sau đó phần mở đầu được thêm vào năm 1960. Mới đầu, Demian được xuất bản dưới bút danh "Emil Sinclair"- tên của người dẫn chuyện trong tác phẩm, về sau người ta mới khám phá ra chính Hesse là tác giả của cuốn tiểu thuyết này.

## Tóm tắt truyện
Emil Sinclair là một cậu bé được nuôi dưỡng trong một gia đình thuộc tầng lớp trung lưu. Cậu lớn lên giữa một môi trường được mô tả là một Scheinwelt, trong lối chơi chữ nó có nghĩa là"thế giới ánh sáng", hoặc là"thế giới ảo giác". Toàn bộ sự hiện diện của Emil có thể được tóm tắt như một cuộc đấu tranh giữa hai thế giới: thế giới ảo ảnh (khái niệm của người Hindu về giả tướng) và thế giới tâm linh siêu thực. Trong suốt diễn biến câu chuyện, được sự dẫn dắt và thúc đẩy của người bạn học cùng lớp bí ẩn - Max Demian, Emil đã thoát ly và chống lại những tư tưởng thiển cận của sắc giới (world of appearances) để cuối cùng nhận thức được bản ngã của chính mình. 

## Nhân vật
- Emil Sinclair là nhân vật chính trong tác phẩm. Sinclair băn khoăn về cuộc sống và tương lai của mình, cậu không ngừng tìm kiếm sự dẫn dắt trong xuyên suốt cốt truyện. Cậu cần sự đồng thuận từ những nhân vật lớn tuổi hơn mình, và được dìu dắt bởi các nhân vật Pistorius, Demian, và Eva.
- Bố mẹ Sinclair là biểu tượng của sự an toàn. Mới đầu, họ là nơi nương tựa của Sinclair, nhưng cuối cùng cậu lại chống đối họ.
- Franz Kromer là tên bắt nạt, kẻ đã dày vò Sinclair về mặt tâm lý dẫn đến sự việc cậu gặp được Demian.
- Max Demian là người bạn thời thơ ấu, đồng thời là cố vấn của Sinclair. Demian dẫn dắt Sinclair đạt đến sự phát triển bản thân, và có thể được coi là linh thú của cậu.
- Alfons Beck"miệng lưỡi sắc bén nhưng tốt bụng"là cậu trai lớn tuổi nhất ký túc xá nơi Sinclair ở sau buổi lễ kiên tín của mình. Beck đóng vai trò như một người cố vấn thứ yếu cho Sinclair, cũng là người giới thiệu cho cậu biết đến thú vui và cạm bẫy của bia rượu.
- Pistorius  là mục sư, nhạc sĩ chơi đàn đại phong cầm tại nhà thờ địa phương, và là cố vấn lâm thời của Sinclair. Pistorius  dạy Sinclair cách nhìn thấu nội tâm bằng linh hướng.
- Frau Eva là mẹ của Max Demian. Bà dần trở thành một hình mẫu lý tưởng, trước tiên là trong tầm nhìn và hình dung của Sinclair, sau đó là trong bản thân cậu.

## Ảnh hưởng của trường phái tâm lý học phân tích
Ít nhất là từ năm 1914, nếu không là năm 1909, Hesse đã biết đến trường phái mới phát triển có tên là Phân tâm học (psychoanalysis) khi nó được truyền bá thông qua giới trí thức Đức. Suốt những năm 1910, Hesse nhận thấy những khó khăn về mặt tinh thần lúc còn trẻ đến nay vẫn khiến ông khó chịu cần phải được giải quyết bằng tâm lý trị liệu. Vào năm 1916-1917, ông đã trải qua khóa điều trị Phân Tâm Học được tiến hành bởi tiến sĩ Josef Lang - học trò của Carl Jung. Thông qua việc điều trị với Lang và hoàn tất trị liệu tâm lý với Jung vào năm 1921, Hesse trở nên có hứng thú với trường phái Tâm lý học phân tích (Jungian analysis and interpretation). Demian được trang bị đầy đủ với cả hai cổ mẫu tâm lý học (Jungian archetypes) và biểu tượng tâm lý học (Jungian symbolism). Ngoài ra, Phân Tâm Học giúp Hesse xác định được vấn đề tâm lý mà tuổi trẻ của ông đã trải qua, bao gồm trạng thái căng thẳng được hình thành từ xung đột giữa bản năng xác thịt của chính ông và luân lý nghiêm ngặt của bố mẹ. Những đề tài như vậy xuất hiện xuyên suốt tác phẩm như một bán tự truyện phản chiếu sự nghiên cứu của Hesse về triết học của trường phái Tâm Lý Học Phân Tích.

## Chủ đề

### Thuyết nhị phân
Một trong số những học thuyết chính là sự tồn tại độc lập của hai thực thể và tư tưởng cho rằng cả hai đều cần thiết.

### Giác ngộ tâm linh
Tiểu thuyết đề cập đến những khái niệm của Thuyết ngộ đạo, đặc biệt là Chúa Abraxas, cho thấy sự ảnh hưởng của  Carl Jung về mảng tâm lý học. Theo Hesse, cuốn tiểu thuyết là một câu chuyện về Thành toàn bản ngã (Individuation) - quá trình khai thông hệ tâm trí vô thức của một người.

### Nữ giới trong Demian
Nữ giới đóng vai trò quan trọng trong Tâm Lý Học Phân Tích của Demian. Mở đầu câu chuyện, Sinclair bày tỏ sự quan tâm tới các chị em gái và mẹ của ông, thậm chí với cả cô hầu gái trong nhà. Khi ở trường, cậu nhìn thấy một người phụ nữ xinh đẹp mà cậu gọi là Beatrice. Đến cuối cuốn tiểu thuyết, khi Sinclair là một chàng thiếu niên, anh phát hiện ra mẹ của Demian, Frau Eva. Những người phụ nữ này không giữ vai trò thứ chính trong tác phẩm, nhưng Hesse sử dụng họ để tượng trưng cho những khía cạnh sâu thẳm trong tâm trí của Sinclair.

## Biểu tượng

### Thiên Chúa Abraxas
Các Ngộ đạo môn của Chúa Abraxas được dùng như một biểu tượng xuyên suốt tác phẩm, lý tưởng hóa sự phụ thuộc lẫn nhau của cái thiện và cái ác trên thế giới. Demian lập luận rằng Đức Jehovah, Chúa của người Do Thái, là Đấng tạo hóa duy nhất cai trị những gì trong sáng, nhưng có một nửa của thế giới, nơi các vô thần phải chứa đựng cả hai mặt của thế giới này. Biểu tượng của Abraxas xuất hiện như một chú chim thoát đang thoát khỏi quả trứng hay quả địa cầu.

## Những phân đoạn tiêu biểu
Đây là những phân đoạn tiêu biểu thể hiện rõ những chủ đề và bài học rút ra khi đọc Demian. Chúng là một bộ đôi gồm những ý chính và đạo lý của cuốn sách.
"Der Vogel kämpft sich aus dem Ei. Das Ei ist die Welt. Wer geboren werden will, muß eine Welt zerstören. Der Vogel fliegt zu Gott. Der Gott heißt Abraxas."
(Chú chim đấu tranh thoát khỏi quả trứng. Quả trứng là thế giới. Ai được sinh ra, trước tiên phải phá hủy một thế giới. Sau đó, chú chim bay đến bên Thiên Chúa. Tên của vị Chúa đó là Abraxas.)
"Schicksal und Gemüt sind Namen eines Begriffs."Das hatte ich nun verstanden.
("Số phận và tính khí là hai từ của cùng một khái niệm."Bây giờ tôi đã rõ.)
"Ich habe nichts dagegen, daß man diesen Gott Jehova verehrt, nicht das mindeste. Aber ich meine, wir sollen Alles verehren und heilig halten, die ganze Welt, nicht bloß diese künstlich abgetrennte, offizielle Hälfte! Also müssen wir dann neben dem Gottesdienst auch einen Teufelsdienst haben."
("Tôi không phản đối việc thờ Đức Chúa Jehovah, không bao giờ. Nhưng ý của tôi là là chúng ta phải xem tất cả mọi thứ đều thiêng liêng, toàn bộ thế giới, không chỉ đơn thuần là một nửa giả tạo! Vì vậy bên cạnh việc phục tùng thánh thần, chúng ta cũng nên phục tùng ác quỷ.")
"Nếu hôm nay cậu phải chọn một trong hai tên trộm để kết bạn, hoặc nghĩ về việc có thể đặt niềm tin vào một trong hai người họ, chắc chắn không phải là kẻ cải đạo đang khóc thút thít kia. Không, chính là người còn lại, hắn ta là một người đàn ông đích thực có chí khí. Hắn chẳng thèm quan tâm đến chuyện cải đạo, trong tình huống của hắn mà nói khá là dài dòng; hắn đi hết phần đường của mình, và không hành động như một kẻ hèn nhát vào phút cuối, từ bỏ Quỷ Sứ - kẻ chắc hẳn đã nâng đỡ hắn từ đó đến giờ. Hắn là một người đàn ông nghị lực, và người có nghị lực thường được xưng tội và tha tội trong những câu chuyện Kinh Thánh. Có lẽ hắn là hậu duệ của Cain. Cậu có nghĩ vậy không?"

## Đường dẫn bên ngoài
- A short reference to Demian Lưu trữ ngày 7 tháng 9 năm 2007 tại Wayback Machine
- A short Demian guide and discussion questions
- Full text as eBook (German)
- Demian Sparknotes